# Cyperus maculatus
Cyperus maculatus är en halvgräsart som beskrevs av Johann Otto Boeckeler. Cyperus maculatus ingår i släktet papyrusar, och familjen halvgräs.

## Underarter
Arten delas in i följande underarter:
- C. m. maculatus
- C. m. ogadensis